# George Wells (homme politique)
Pour les articles homonymes, voir George Wells et Wells.
George Andre Wells est un homme politique vanuatais.

## Biographie
Après des études supérieures à l'Institut de Technologie des Fidji de 1974 à 1977, il rejoint un temps les forces armées françaises dans les années 1980, et travaille également pour la Société française de navigation (Sofrana), compagnie de fret maritime. Il entre en politique et est élu député au Parlement national lors des élections législatives de 1995. Il y représente la circonscription de Luganville, et y est réélu en 1998, 2002, 2004, 2008 et 2012. Il siège initialement pour le Vanua'aku Pati (gauche), avant de rejoindre le Parti progressiste populaire fondé par Sato Kilman en 2001.
En février 2004 il devient ministre de l'Intérieur sous le premier ministre Edward Natapei. En 2010, il est élu président du Parlement. En 2011, Sato Kilman devient premier ministre et nomme Wells ministre de l'Intérieur. En octobre 2012 il redevient président du Parlement, avant d'être évincé de ce poste par les députés en avril 2013. Le 15 mai 2014, le nouveau premier ministre Joe Natuman le nomme ministre de la Santé,.